# МиГ-27
Микојан МиГ-27 (рус. Микоян МиГ-27, НАТО назив енгл. Flogger-D/J) је ловац-бомбардер на млазни погон са променљивом геометријом крила направљен у Совјетском Савезу. Авион је први пут полетео 1970. а настао је као даљи развој ловца-бомбардера МиГ-23, оптимизован за бомбардерске задатке. Иако је наследник успешног МиГ-23 за разлику од њега није ушао у употребу у већем броју земаља. Под називом Bahadur производила га је Аеро-наутика Хиндустан у Индији која је, након Совјетског Савеза, највећи корисник овог авиона.